# Euonymus lanceolatus
Euonymus lanceolatus là một loài thực vật có hoa trong họ Dây gối. Loài này được Yatabe mô tả khoa học đầu tiên năm 1893.